# Laura Marling
Laura Beatrice Marling (Reading, 1 de fevereiro de 1990) é uma cantora e compositora de indie-folk.
Laura tem uma grande troca de conhecimentos com bandas indie folk da Inglaterra, seja por shows e tours em conjunto ou por composições e músicas. Seu primeiro álbum, "Alas, I Cannot Swim" foi produzido por Charlie Fink (vocalista da banda Noah and the Whale, com quem manteve um relacionamento por um tempo). O álbum foi alvo de críticas de mídias britânicas importantes, rendeu a Marling algumas premiações e sua comparação com a cantora Joni Mitchell.
Seu segundo álbum, "I Speak Because I Can", produzido por Ethan Johns, mostra mais maturidade e experiência que o antecessor, e as comparações com Joni Mitchell se intensificaram.
Seus dois albúns foram indicados ao Mercury Music Prize. Ela foi background do primeiro albúm de Noah and The Whale em 2008, mas de qualquer jeito, ela saiu do grupo antes do albúm ser lançado e acabou seu relacionamento com Charlie Fink, vocalista do grupo e seu namorado até então, no mesmo ano.

## Biografia
Marling é a mais nova de três irmãs, nasceu em Hampshire, na Inglaterra. Ela aprendeu a tocar guitarra em uma idade precoce. Seu pai, Sir Charles William Somerset Marling, o 5º Marling Baronet, apresentou a ela a música popular e ajudou a formar o seu gosto musical, uma experiência que Marling mais tarde descreveu como "um pouco de uma bênção e um pouco de uma maldição. Eu não poderia encaixar-me no gênero apropriado para a idade". Marling foi educada na Leighton Park School, uma escola Quaker particular em Reading. Marling revelou mais tarde que durante seus anos no ensino médio, ela se sentia desconfortável em torno de outras pessoas e tinha medo da morte. Em 2013, Marling descreveu sua adolescência como "estranha".
Aos 16 anos, Marling abandonou a escola e se mudou para Londres, onde ela logo se juntou a um grupo de bandas entrelaçadas, que foram atraídas por instrumentos acústicos e melodias de tradição que formou um movimento musical que foi rotulado como "nu-folk" pela imprensa britânica. Marling juntou-se à formação original da banda de indie folk, Noah and the Whale, e aparece como backing vocals em seu álbum de estréia "Peaceful, the World Lays Me Down"; no entanto, ela deixou o grupo antes do lançamento do álbum em 2008, devido a um relacionamento dissolvido com um companheiro de banda. Marling também colabourou com a banda The Rakes na faixa "Suspicious Eyes", do álbum de 2007 "Ten New Messages", sendo creditada como 'Laura Marlin'. Marling viria a colaborar com o Mystery Jets e contribuiu com os vocais para o single "Young Love", que foi lançado em 24 de março de 2008.

### Alas, I Cannot Swim
Ela foi pessoalmente convidada para uma turnê com Jamie T, depois que ele participou de seu segundo show solo. Ela também excursionou com uma série de outros músicos do Reino Unido, incluindo Adam Green, da banda anti-folk, The Moldy Peaches. Em 2007, ela se apresentou no O2 Wireless Festival e também se apresentou no primeiro Underage Festival em agosto de 2007 no Victoria Park, East London, antes de lançar seu EP de estréia "London Town" pela Wayoutwest Records.
Seu álbum de estréia Alas, I Cannot Swim foi lançado em 4 de fevereiro de 2008, e, posteriormente, nomeada para o Mercury Prize Awards. O álbum, bem como os singles posteriores, foram liberados pela Virgin Records. O terceiro e último single de seu álbum, "Night Terror" foi lançado em 27 de outubro de 2008, coincidindo com a data da "Night Terror Tour".
As aparições de Marling na televisão incluem o: "The Late Late Show with Craig Ferguson" e "Later With Jools Holland", cantando "Ghosts" e "New Romantic", respectivamente. Em 2008, ela apareceu no Russell Brand ao lado de sua irmã. Certa vez, ela escolheu por se apresentar na rua depois de ter sido negada a entrada a uma de suas performances por ser menor de idade.

### I Speak Because I CaneA Creature I Don't Know

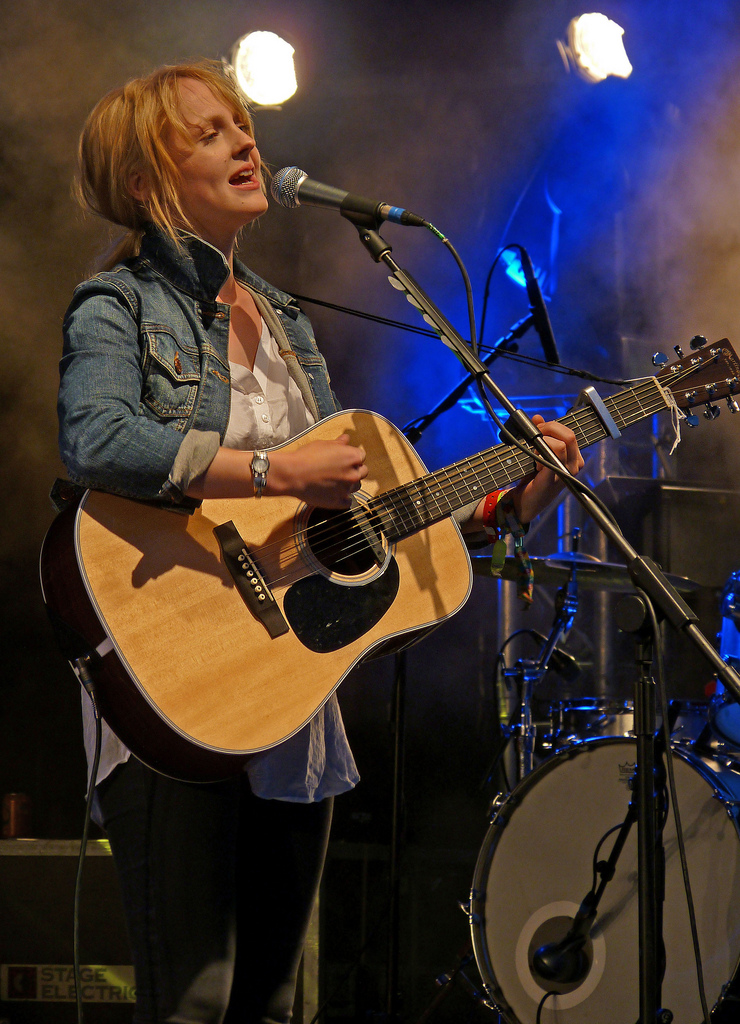
Laura Marling se apresentando no Glastonbury Festival em 2010.

I Speak Because I Can, foi lançado em 22 de março de 2010. Produzido por Ethan Johns, o álbum tem um som mais maduro e com o lirismo, lidando com "responsabilidade, particularmente a responsabilidade da feminilidade." O álbum foi precedido pelos singles "Goodbye England (Covered in Snow)", lançado no iTunes em dezembro de 2009. e "Devil's Spoke" em 15 de março de 2010. Em 28 de março de 2010, I Speak Because I Can entrou no UK Albums Chart na posição de número quatro. Ele também foi nomeada para o Mercury Prize Awards. Em 2013, a NME listou o álbum na posição de  número 263 em sua lista dos 500 maiores álbuns de todos os tempos.
O terceiro álbum de Marling, A Creature I Don't Know, foi lançado em 12 de setembro de 2011. O álbum recebeu boas críticas e chegou a posição número quatro no UK albums charts.

### Once I Was an Eaglee quinto álbum
Em outubro de 2012, Marling completou a "Working Holiday Tour" pelos Estados Unidos como uma artista solo. Na época, ela anunciou que o quarto álbum, mais tarde chamado de Once I Was an Eagle, foi concluído e com lançamento previsto para fevereiro de 2013; no entanto, a data foi posteriormente adiada até maio de 2013. No dia 8 de março de 2013, Marling confirmou que o álbum seria lançado em 27 de maio de 2013, e seria lançado nos Estados Unidos um dia depois.
O primeiro single do álbum "Master Hunter" foi lançado no dia 17 de abril de 2013, enquanto Once I Was an Eagle entrou nas paradas do Reino Unido na posição de número três.
Once I Was an Eagle é o terceiro álbum de Marling a ser nomeado para o Mercury Prize Awards. A lista de artistas de 2013 do prêmio incluiu também David Bowie e a banda Savages.
Em uma entrevista para uma rádio em agosto de 2013, Marling afirmou que ela gravaria seu quinto álbum antes do Natal. Ela tocou novas músicas em concertos desde meados de 2012. Essas músicas incluem Bleed Me Dry, Be Mine, David, Narrow Road, Rest My Troubles Away e  How Can I?.

## Vida pessoal
Os relacionamentos anteriores de Marling incluem o cantor e compositor, Charlie Fink, da banda Noah and the Whale de quem ela se separou em 2008, e o cantor e guitarrista, Marcus Mumford do Mumford and Sons de quem ela se separou no final de 2010.
Em 2013, Marling mudou-se para Silver Lake, bairro em Los Angeles, na Califórnia.
Em entrevista ao The Guardian, Marling explicou que ela acredita que os americanos são "muito mais poéticos" e também forneceu uma visão sobre a sua perspectiva sobre relações:
| “ | "Soa horrível dizer isso, mas eu acho que pode ser assim. Eu vejo um monte de pessoas em relacionamentos desestimulantes. E não apenas as relações namorado-namorada. Eles encontram-se em amizades estagnadas. Se as pessoas tivessem um pouco menos de medo [de acabar com as coisas] de obter mais da vida...Você encontra a pessoa certa, no momento certo e que cumpram um certo algo em sua vida. Você cumpre algo deles. Mas há um limite de tempo para isso. A menos que você escolha ser uma boa companhia sangrenta para o resto da sua vida, você sabe o que quero dizer?" | ” |

## Discografia

### Álbuns
- Alas, I Cannot Swim (2008) #45 UK
- I Speak Because I Can (2010) #4 UK
- A Creature I Don't Know (2011)
- Once I Was an Eagle (2013)
- Short Movie (2015)
- Semper Femina (2017)
- Song For Our Daughter (2020)
- Patterns in Repeat (2024)

### EPs
- London Town EP

1. "London Town"
2. "She's Changed"
3. "Failure"
4. "Tap at My Window"

- My Manic and I EP

1. "New Romantic"
2. "Night Terror"
3. "My Manic and I"
4. "Typical"

### Singles
- "Ghosts"
- "Cross Your Fingers/Crawled Out of the Sea"
- "Night Terror"
- "Babsi Too Beautiful"

## Prêmios e indicações
| Ano  | Prêmio                  | Nomeação              | Categoria               | Resultado |
| ---- | ----------------------- | --------------------- | ----------------------- | --------- |
| 2008 | Mercury Prize Awards    | Alas, I Cannot Swim   | Mercury Prize           | Indicado  |
| 2010 | Mercury Prize Awards    | I Speak Because I Can | Mercury Prize           | Indicado  |
| 2010 | RTÉ Radio 1             | I Speak Because I Can | Álbum do Ano            | Indicado  |
| 2011 | BBC Radio 2 Folk Awards | Rambling Man          | Melhor Música Original  | Indicado  |
| 2011 | Brit Awards             | Ela mesma             | Best British Female     | Venceu    |
| 2011 | NME Awards              | Ela mesma             | Melhor Artista Solo     | Venceu    |
| 2011 | Q Awards                | Ela mesma             | Melhor Artista Feminina | Indicado  |
| 2012 | Brit Awards             | Ela mesma             | Best British Female     | Indicado  |
| 2012 | NME Awards              | Ela mesma             | Melhor Artista Solo     | Indicado  |
| 2013 | Mercury Prize Awards    | Once I Was an Eagle   | Mercury Prize           | Indicado  |
| 2014 | BRIT Awards             | Ela mesma             | Best British Female     | Indicado  |